# Mamadou Zaré
Mamadou Zaré (ur. 19 maja 1964 w Abidżanie, zm. 3 maja 2007 tamże) – piłkarz i trener z Wybrzeża Kości Słoniowej. Jako zawodnik występował w barwach ASEC Mimosas, oraz kadrze narodowej Wybrzeża Kości Słoniowej. Po zakończeniu kariery piłkarskiej był trenerem swojej rodzimej drużyny z którą zdobył mistrzostwo oraz puchar kraju, następnie pracował jako trener Stade d’Abidjan, Séwé Sports San Pédro i Issia Wazi FC. Był asystentem trenera kadry narodowej Burkiny Faso, Philippe’a Troussiera. Zmarł po długiej chorobie.